# Nombres afroestadounidenses
Los nombres afroestadounidenses forman parte de la tradición afroestadounidense. Mientras que mucha gente negra en los Estados Unidos porta nombres acordes a la sociedad general, varias tendencias específicas de nombramiento han emergido a lo largo de la historia.

## Historia
Los africanos capturados en la costa africana occidental para su tráfico en el comercio triangular no poseían un nombre legal hasta su venta al esclavista.Los historiadores económicos Lisa D. Cook, John Parman y Trevon Logan han identificado prácticas de nombramiento distintivas tomando lugar en el período Antebellum,aunque estas dejaran de seguirse.
Hasta las décadas de 1950 y 1960 la mayoría de afroamericanos no portaban nombres diferentes de los europeo-americanos normativos.En esta época eran comunes un puñado de nombres clásicos y a menudo se empleaban apodos para distinguir entre varias personas del mismo nombre.Los inmigrantes y las minorías culturales solían adoptar nombres ingleses para integrarse mejor en la sociedad. 
Se ha sugerido que los nombres afroestadounidenses siguen temas y patrones similares a los usados en África Occidental.
Con el surgimiento del movimiento por los derechos civiles y la contracultura estadounidense de 1960 se popularizó el uso de los nombres divergentes y se forjó el concepto de un nombre efectivamente afroestadounidense. Este cambio en la tendencia de nombramiento, aumentando su auge a principios de los 70, se aribuye al cambio de percepción que los negros tuvieron sobre sí mismos y su identidad consecuencia del black power movement.
Entre los nombres más típicos para las mujeres esclavizadas estaban Bet, Mary, Jane, Hanna, Betty, Sarah, Phillis, Nan, Peg y Sary. Aquellos esclavizados en la Louisiana francesa solían ser Francois, Jean, Pierre, y Leon para los hombres; y Manon, Delphine, Marie Louise, Celeste, y Eugenie para mujeres. En las colonias españolas de América eran comunes los nombres como Francisco, Pedro, y Antonio para hombres; y Maria, Isabella, y Juana para mujeres.